# La Chaize-le-Vicomte
La Chaize-le-Vicomte is een gemeente in het Franse departement Vendée (regio Pays de la Loire) en telt 2783 inwoners (2004). De plaats maakt deel uit van het arrondissement La Roche-sur-Yon.

## Geografie
De oppervlakte van La Chaize-le-Vicomte bedraagt 49,7 km², de bevolkingsdichtheid is 56,0 inwoners per km².

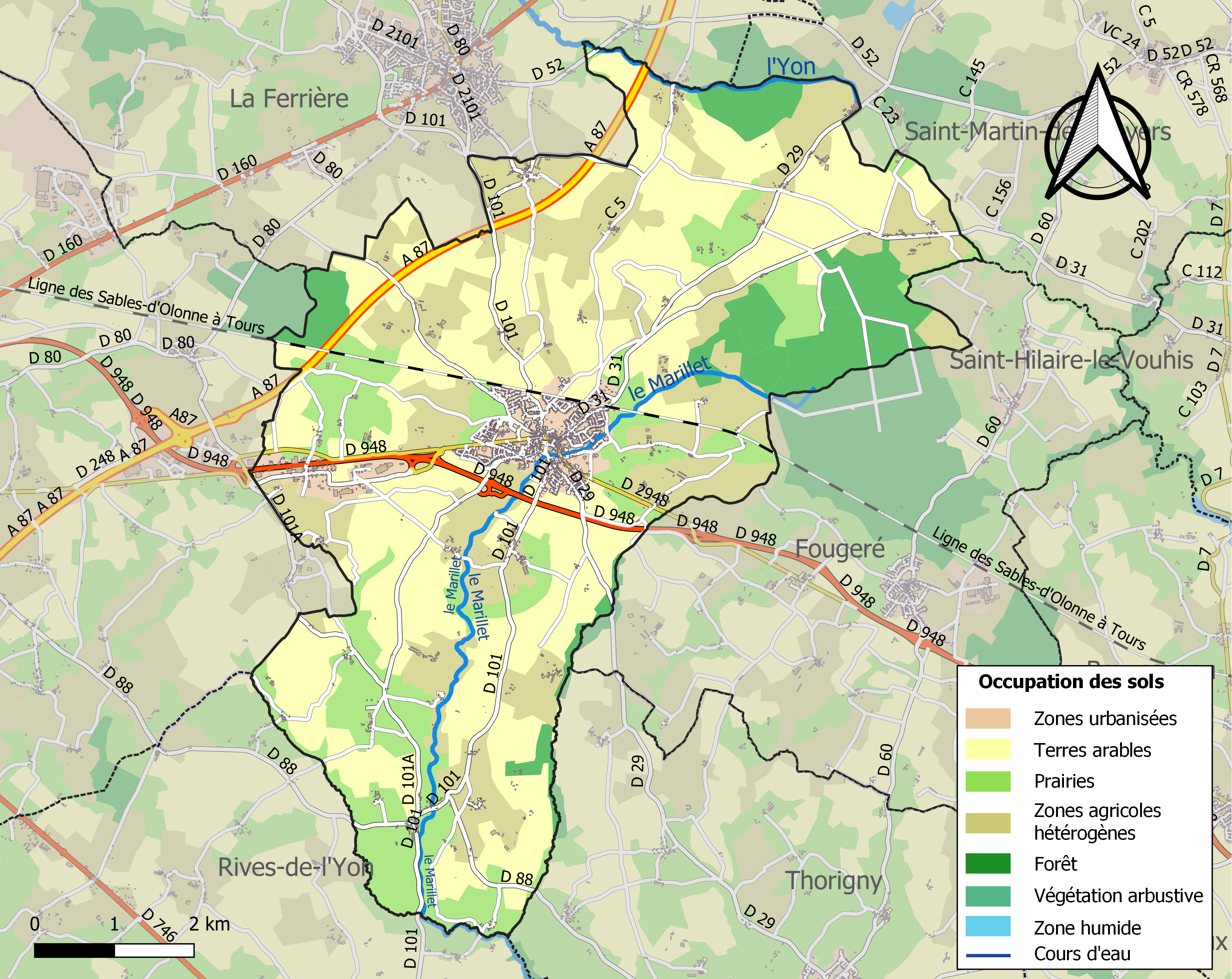
Kaart van de gemeente met de belangrijkste infrastructuur, bodemgebruik en omliggende gemeenten

## Verkeer
In de gemeente ligt de spoorweghalte La Chaize-le-Vicomte

## Demografie
Onderstaande figuur toont het verloop van het inwonertal (bron: INSEE-tellingen).